# Dnipro (huyện)
Dnipro (tiếng Ukraina: Дніпровський район, chuyển tự: Dnipros'kyi raion) là một huyện của tỉnh Thành phố Kiev thuộc Ukraina. Huyện Dnipro có diện tích 67 kilômét vuông, dân số theo điều tra dân số ngày 5 tháng 12 năm 2001 là 331.618 người với mật độ 4.950 người/km². Trung tâm huyện nằm ở ?.